# Asian Civilisations Museum

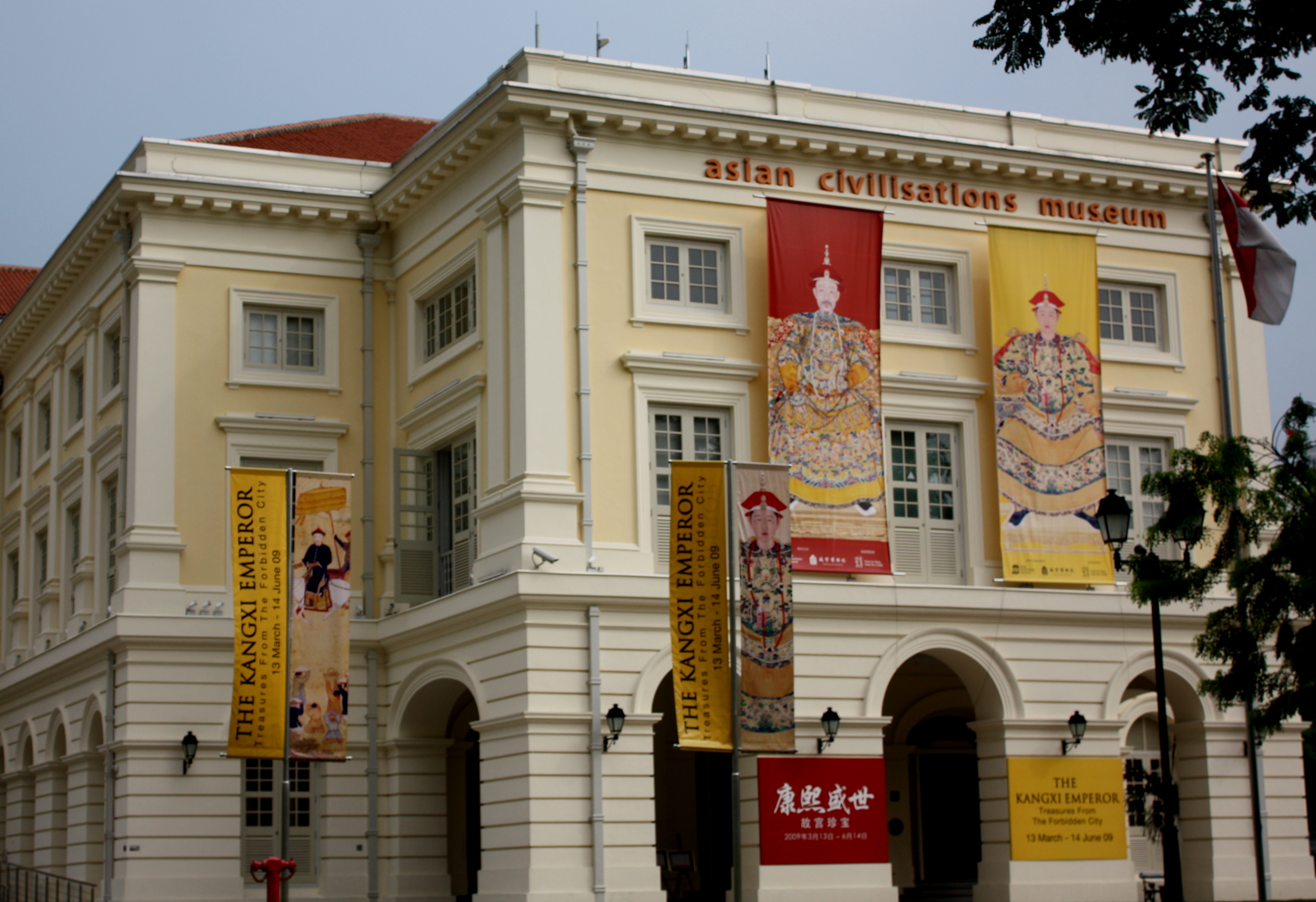
Eingang des Museums

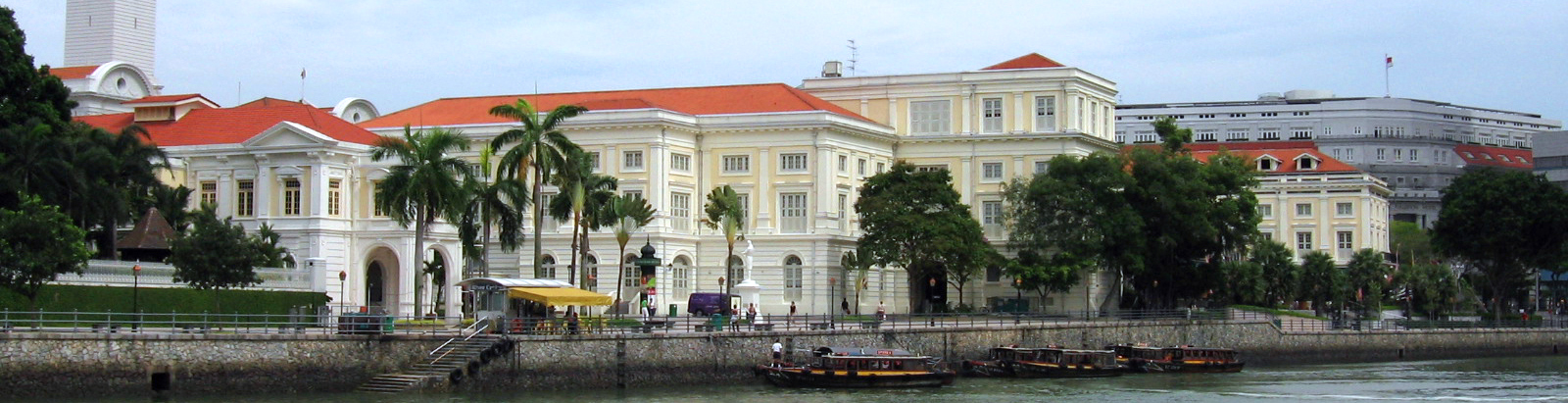
Asian Civilizations Museum

Das Asian Civilizations Museum (ACM) ist eine Institution, die Teil des Netzwerks von vier Museen in Singapur ist. Die anderen drei sind das Peranakan Museum, das National Museum of Singapore und das Singapore Art Museum. 2018 wurde das Museum von 524.700 Personen besucht. Für Einheimische und Wohnbevölkerung ist der Eintritt reduziert.
Es ist eines der bedeutendsten Museen in der Region, das sich auf asiatische Kulturen und Zivilisationen spezialisiert hat. Das Museum ist auf die Geschichte und Kulturen Chinas, Südostasiens, Südasiens und Westasiens spezialisiert, von denen die verschiedenen ethnischen Gruppen Singapurs abstammen. Die Einrichtung betont auch die lange Geschichte von Handel und kulturellem Austausch zwischen den verschiedenen Völkern in Asien.
Das Museum wurde erstmals am 22. April 1997 im Gebäude der Old Tao Nan School in der Armenian Street eröffnet. Die Exponate konzentrierten sich größtenteils auf die chinesische Zivilisation. Mit der Restaurierung des Empress Place Building hat das Museum am 2. März 2003 dort seinen Standort eingerichtet und die Sammlung auf andere Gebiete Asiens ausgedehnt. Die Filiale in der Armenian Street wurde am 1. Januar 2006 wegen Renovierungsarbeiten geschlossen und am 25. April 2008 als Peranakan Museum mit Schwerpunkt auf die Kultur der Peranakan wiedereröffnet.
Ein Highlight der Ausstellung bildet die Ladung aus einem versunkenen chinesischen Handelsschiff aus dem 9. Jahrhundert. Das Schiff befand sich in Richtung des heutigen Iran und Irak und wurde 1998 vor Belitung Island im Javasee entdeckt. Die geborgene Ladung umfasst mehr als 60.000 in China während der Tang-Dynastie (618–907) hergestellte Keramikteile, gut erhaltene Münzen sowie Gegenstände aus Gold und Silber.